# Ендрю Ваєт
Ендрю Ваєт (Вайєт) (англ. Andrew Wyeth; 12 липня 1917, Чеддс-Форд — 16 січня 2009, там само) — американський художник, прихильник реалізму.

## Життєпис
Ендрю Ваєт народився в 1917 році в сім'ї художника-ілюстратора Ньюелла Ваєта (Newell Wyeth). Малюванню і живопису Ендрю Ваєта навчав батько. Перша персональна виставка живописця-початківця пройшла в Нью-Йорку, коли йому було всього 20 років.
До 1945 року сформувався індивідуальний реалістичний стиль художника. Головною темою його робіт стали пейзажі і сільський побут. Найвідоміший його твір «Світ Христини» зображає сусідку художника по літньому будинку в штаті Мен Кристину Ольсон, що страждала паралічем ніг. На картині вона намальована посеред поля і дивиться на свій будинок вдалині.
Христину скалічив поліомієліт, котрий у першій половині 20 століття ще не могли лікувати. Отже, картина Ваєта не тільки про каліку, що дивиться на свій дім з поля, а про мужність особи, що стійко переносить негаразди і нікому не хоче бути важким тягарем. Саме поле в картині «Світ Христини» художник перемальовував п'ять місяців.
Гравюри із зображенням творів Ваєта користувалися великою популярністю, у тому числі й у політиків — серед їх власників — Дуайт Ейзенхауер і Микита Сергійович Хрущов.
У 1963 році президент Джон Кеннеді нагородив художника найвищою цивільною нагородою Америки — медаллю Свободи. А в 1970 році Ваєт став першим художником, чия виставка картин відбулася в Білому домі за життя творця.
Серед іншого, Ендрю Ваєт був почесним членом Академії мистецтв СРСР, членом французької Академії витончених мистецтв і британської Королівської академії.
Ваєт помер у 91 рік у своєму будинку в рідному місті Чеддс-Форд уві сні.

## Родина
Ендрю мав родину. У 1940 він узяв шлюб з Бетсі Джеймс. У 1943 народився їхній перший син Ніколас, у 1946 — другий син Джеймс. У 1945 Ендрю поховав батька, котрий загинув у катастрофі.
З дружиною Бетсі у художника були довгі й добрі стосунки. Саме вона отримала право давати назви його картинам. Вона була менеджером художника і зберігачкою його архіву. Але ділова активність дружини злякала художника і вони роз'їхались. На 15 років музою художника стала молода німкеня Хельга. Пізніше художник жартома казав, що у нього дві дружини, хоча з Хельгою вони не мали офіційного шлюбу. Бетсі померла раніше за Ваєта.
Картини, намальовані Ваєтом під час стосунків з Хельгою, повністю придбані в Японії.

## Техніка темпери
На першому етапі творчості Ендрю Ваєт користувався темперними фарбами. Він почав це робити з 1930-х років і як протиставлення власній розкутості в акварелі, і як визнання себе майстром, що досяг певного якісного рівня. Він вкривав стулку чотирма шарами гіпсу із желатином і шліфував отриманий ґрунт. Сам готував мінеральні фарби на яєчному жовтку, розведеному водою. Ваєт полюбляв тьмяну поверхню цих фарб, котрі не давали зайвого блиску. Як реаліст, він вдивлявся в навколишні провінційні краєвиди, напівдикі, позбавлені яскравих фарб на землі, в рослинах і в небі, і прагнув правдиво відтворити ці фарби в картинах. Ця техніка була відома ще майстрам Візантії та раннього італійського Відродження. Природні мінерали він закуповував у Чеддс-Форді, їх також надсилали йому з Мексики, Іспанії, Індії, а коштовний ляпіс-лазур — із самого Ірану.

## Вибрані твори (неповний перелік)
- «Ферма Діла Хью»,1941.
- «Зимові поля»,1942.
- " Розпродаж майна банкрута-фермера ",1943
- «Різдвяний ранок»,1944.
- " Зима (Ваєт) ", 1946.
- Вітер з моря,1947.
- Світ Христини,1948.
- «Кукурудза на насіння», 1948.
- «Портрет Карла Кернера»,1948
- «Дитячий лікар», 1949.
- «Автопортрет», 1949.
- «Північний пункт»,1950.
- «Далека далечінь»(син-мрійник),1952.
- «Острів Тіля»,1954.
- «Ранок понеділка»,1955.
- «Син Ніколас»,1955.
- «Повний місяць і бурулі»
- «Смаження каштанів»,1956.
- «Жаб'яча галявина»,1956.
- «Син Альберта»,1959.
- «Кошик з фруктами», 1959.
- «Мушля наутілуса в кімнаті»,1956.
- «Усе просякнуто весною»,1957.
- «Над затокою», 1960.
- «Віддалена громовиця»,1961.
- «Вапняковий берег»,1962.
- «Портрет Адама», 1963.
- «Сніданок у Олсонів»,1965.
- «Дочка Маггі»,1966.
- «Червоне вино»(афроамериканець п'яничка),1966.
- «Інтер'єр вітальні»,1968.
- «Будинок Хіршмана»,1969.
- «В прихожій кімнаті»,1969.
- «Вечір у Кернерів»,1970.
- етюд до портрету божевільної Ганни Кернер,1971
- «Хвора Хельга»,1973.
- «Моделька дзвіниці», 1978.
- «Птах в кімнаті», 1979.
- «Пусте ліжко Хельги», 1981.
- «Мертвий олень», 1990
- «Юпітер. Пейзаж»

## Прижиттєве визнання

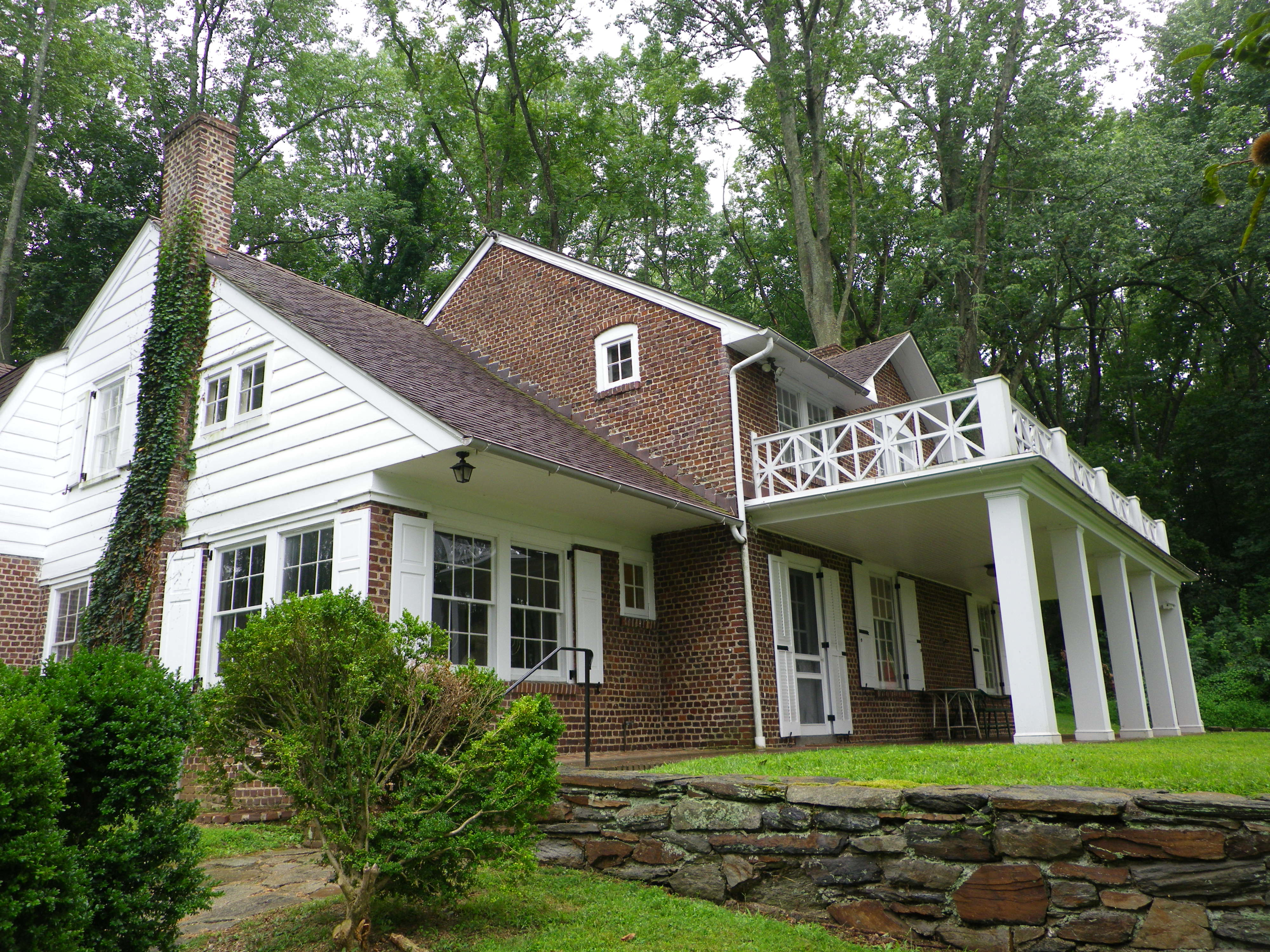
Чеддс Форд. Будинок родини Ваєт. Фото 2010 року.

Ендрю Ваєт був абсолютним антиподом більшості американських художників. Його творчість прийшлася на панування в живопису Сполучених Штатів авангардних і руйнівних тенденцій. Це збільшувало самотність художника, котрий не спокусився на абстрактні чи авангардні форми. Хоча зробив декілька обережних спроб у формах сюрреалізму. Не потрібними Ваєту виявились і дуже дальні подорожі на кшталт Гренландії, Аляски чи Вогняної Землі, як у Роквела Кента. Народжений у провінції, він усе життя мешкав в американській провінції й став художником американської провінції. Ніщо не виказувало в художнику яскравої особистості й через схильність до тьмяних і неяскравих фарб. Всі переваги мистецтва Ендрю Ваєта лежали у площині сюжетів і психологізму, а не в ефектному колоризмі.
Більшість картин Ендрю Ваєта — пейзажі або композиції, пов'язані з пейзажами — «Зимові поля», «Вітер з моря», «Далека далечінь», «Розпродаж майна банкрута-фермера». Низка цих творів підняла американський пейзажний живопис на рівень найкращих досягнень американського і світового мистецтва 20 ст. Картина Ваєта «Світ Христини» стала своєрідною візитівкою живопису Сполучених Штатів. Один з художніх критиків, відвідавши прижиттєву виставку творів митця, прямо сказав художникові, що у того нема підстав турбуватись, бо він вже поза художньою конкуренцією.

## Посмертна слава

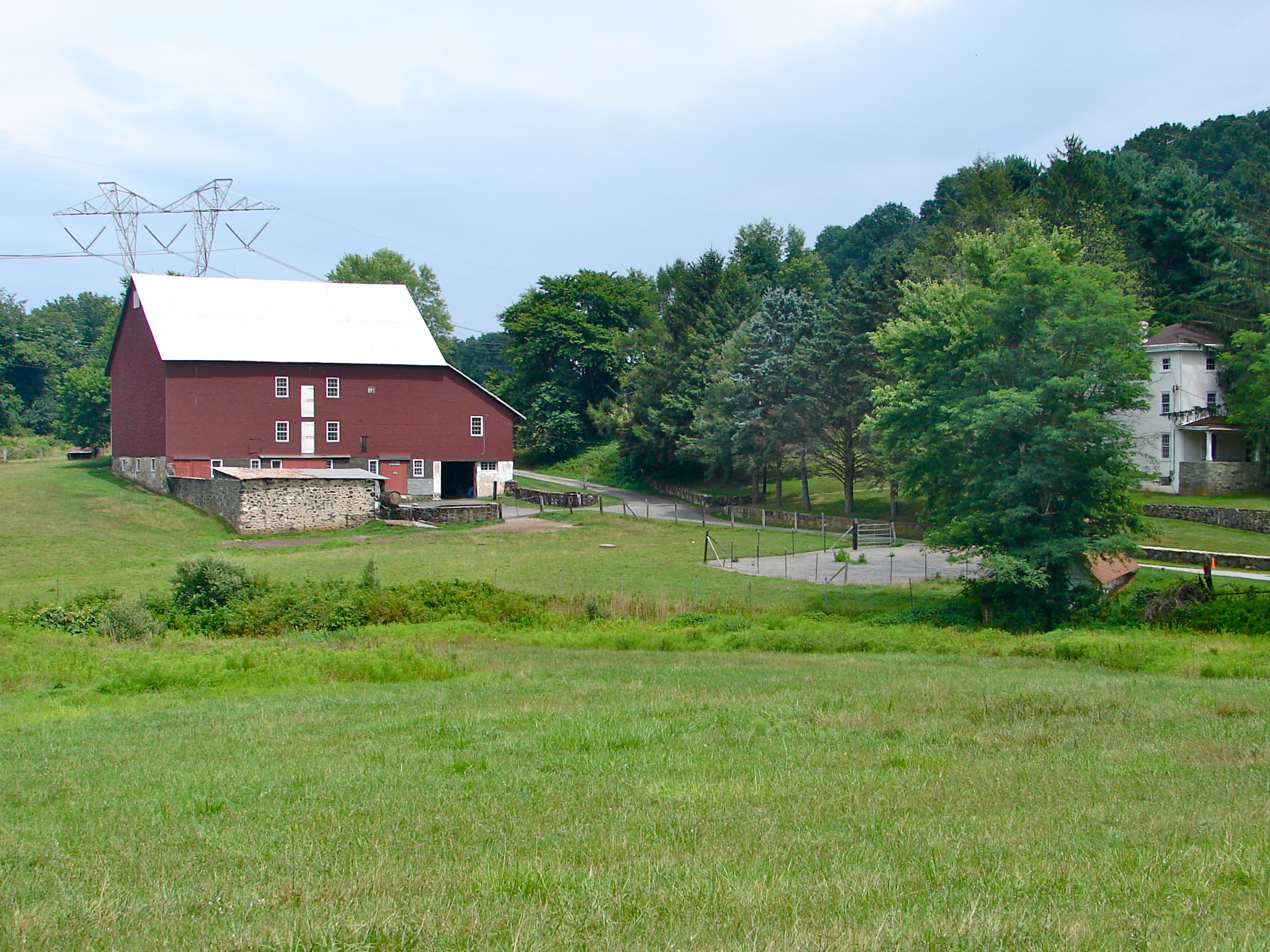
Ферма Кернерів

Ендрю Ваєт має добру славу і після смерті. Ще за життя художника була створена документальна кінострічка «Реальний світ Ендрю Ваєта», написано декілька статей (Майкл Кіммельман «Ендрю Ваєт: уславлений і позбавлений слави»). Тепер, коли він увійшов в історію, його слава стала всесвітньою. Художник отримав і свого біографа, ним став Річард Мерімен.
Відблиск посмертної слави відбився і на долі ферми родини Кернер. З 2011 р. комплекс споруд ферми Кернерів, що надихнула художника на створення більш ніж 1 000 картин, переведено в статус Національних історичних пам'яток штату Пенсільванія.

### Країни світу, де зберігають твори Ваєта
- США
- Норвегія
- Японія

### Галереї
- Andrew Wyeth at MuseumSyndicate [Архівовано 25 квітня 2013 у Wayback Machine.]
- Artnet — Andrew Wyeth [Архівовано 21 січня 2009 у Wayback Machine.]
- Christina's World [Архівовано 17 вересня 2006 у Wayback Machine.] in the MoMA Online Collection